# Andalucía Bike Race
Das Andalucía Bike Race ist ein internationales Cross-Country-Etappenrennen für Männer und Frauen, das seit 2011 in Spanien ausgetragen wird.
Das Rennen findet in der Regel Ende Februar / Anfang März im Süden Spaniens in Andalusien statt und geht über sechs Etappen. Von 2011 bis 2016 wurden Zweier-Teams gewertet, von 2017 bis 2020 gab es eine Einzelwertung jeweils für Männer und Frauen. Bereits in der Saison 2020 wurde das Rennen durch die UCI in die Hors Classe eingestuft. Beim Relaunch der UCI-Mountainbike-Marathon-Serie zur Saison 2021 wurde das Andalucia Bike Race als eines von zwei Etappenrennen in den Terminkalender aufgenommen und zur Wertung von Zweier-Teams zurückgekehrt.

## Sieger

### Männer
- 2011  Pavel Boudný und  Kristián Hynek
- 2012  José Antonio Hermida und  Rudi van Houts
- 2013  Alban Lakata und  Robert Mennen
- 2014  Jochen Käß und  Markus Kaufmann
- 2015  Alban Lakata und  Kristián Hynek
- 2016  Tiago Ferreira und  Periklis Ilias
- 2017  Tiago Ferreira
- 2018  Tiago Ferreira
- 2019  David Valero
- 2020  Fabian Rabensteiner
- 2021  Simon Schneller und  Urs Huber
- 2022  Andreas Seewald und  Martin Stošek
- 2023  Fabian Rabensteiner und  Wout Alleman
- 2024  Fabian Rabensteiner und  Samuele Porro

### Frauen
- 2011  Sally Bigham und  Kristine Nørgaard
- 2012  Sally Bigham und  Milena Landtwing
- 2013  Sally Bigham und  Milena Landtwing
- 2014  Sandra Santanyes und  Clàudia Galicia
- 2015  Esther Süss und  Milena Landtwing
- 2016  Sally Bigham und  Katrin Leumann
- 2017  Raiza Goulão
- 2018  Hildegunn Hovdenak
- 2019  Hildegunn Hovdenak
- 2020  Eva Lechner
- 2021  Janine Schneider und  Hildegunn Hovdenak
- 2022  Amy McDougall und  Ariane Lüthi
- 2023  Katažina Sosna und  Irina Lützelschwab
- 2024  Janina Wüst und  Rosa Van Doorn